# Sonny Barger
Ralph Hubert "Sonny" Barger, född 8 oktober 1938 i Modesto, Kalifornien, död 29 juni 2022 i Livermore, Kalifornien, var en amerikansk motorcykelåkare, en "outlaw biker", och en av grundarna (1957) av Hells Angels-avdelningen i Oakland, Kalifornien. Han skrev senare fem böcker:  Hell's Angel: The Life and Times of Sonny Barger and the Hell's Angels Motorcycle Club (2000), Dead in 5 Heartbeats (2004), Freedom: Credos from the Road (2005), 6 Chambers, 1 Bullet (2006), and Let's Ride: Sonny Barger's Guide to Motorcycling (2010). Han var redaktör för boken Ridin' High, Livin' Free som gavs ut år 2003. Barger har medverkat som statist i filmerna Hells Angels on Wheels och Hell's Angels '69. Ytterligare har han medverkat i flera avsnitt i TV-serien Sons of Anarchy.

## Biografi
Barger var en av de Hells Angels-medlemmar som var närvarande vid Rolling Stones-konserten i Altamont Raceway Park 1969. Han är också omnämnd i Hunter S. Thompsons bok Hell's Angels: The Strange and Terrible Saga of the Outlaw Motorcycle Gangs.
År 1983 fick Barger diagnosen strupcancer, orsakad av många års tobaksrökning. Hans stämband opererades bort, och han kunde efter detta enbart tala med hjälp av en röstförstärkare. 1988 dömdes Barger till fyra års fängelse efter att ha planerat att spränga ett klubbhus tillhörande den rivaliserande klubben Outlaws MC. 
Sonny Barger var gift med Zorana Barger och var aktiv i Hells Angelsavdelningen i Cave Creek i Phoenix i Arizona, dit han flyttade 1998. Han har ägt 10 till 12 motorcyklar under hela sitt liv.
Under den senare delen av sitt liv arbetade Barger för att främja motorcyklisters säkerhet i trafiken, och skrev tillsammans med Darwin Holmström en bok i ämnet.